# Pavel Chaloupka
Pavel Chaloupka (ur. 4 maja 1959 w Moście, zm. 23 maja 2025) – czeski piłkarz grający na pozycji pomocnika.

## Kariera klubowa
Pierwszym klubem Chaloupki w karierze był CHZ Litvínov. Jego piłkarzem był do 1976 roku i wtedy też przeszedł do Sklo Union Teplice. W barwach tego zespołu zadebiutował w pierwszej lidze czechosłowackiej. Po dwóch latach gry w tym klubie odszedł do drugoligowego VTJ Tábor. Na początku 1980 roku został piłkarzem Bohemiansu Praga. W 1983 roku wywalczył z Bohemiansem jedyne w historii klubu mistrzostwo Czechosłowacji. W tym samym roku dotarł z tym klubem do półfinału Pucharu UEFA, z którego odpadł po dwumeczu z Anderlechtem (0:1, 1:3). W Bohemiansie grał do końca 1988 roku.
Na początku 1989 roku Chaloupka przeszedł do Fortuny Düsseldorf. W jego barwach zadebiutował 4 marca 1989 w przegranym 1:2 wyjazdowym meczu z Alemannią Akwizgran. Na koniec sezonu awansował z Fortuną z drugiej do pierwszej ligi. W 1990 roku odszedł z Fortuny do FC Berlin. Po roku gry w DDR-Oberlidze zakończył karierę.
| Sezon   | Klub               | Kraj           | Rozgrywki     | Mecze | Bramki |
| ------- | ------------------ | -------------- | ------------- | ----- | ------ |
| 1976/77 | Sklo Union Teplice | Czechosłowacja | I. liga       | ?     | ?      |
| 1977/78 | Sklo Union Teplice | Czechosłowacja | I. liga       | ?     | ?      |
| 1978/79 | VTJ Tábor          | Czechosłowacja | II. liga      | ?     | ?      |
| 1979/80 | VTJ Tábor          | Czechosłowacja | II. liga      | ?     | ?      |
| 1979/80 | Bohemians Praga    | Czechosłowacja | I. liga       | ?     | ?      |
| 1980/81 | Bohemians Praga    | Czechosłowacja | I. liga       | 30    | 4      |
| 1981/82 | Bohemians Praga    | Czechosłowacja | I. liga       | 27    | 9      |
| 1982/83 | Bohemians Praga    | Czechosłowacja | I. liga       | 29    | 17     |
| 1983/84 | Bohemians Praga    | Czechosłowacja | I. liga       | 27    | 9      |
| 1984/85 | Bohemians Praga    | Czechosłowacja | I. liga       | 16    | 7      |
| 1985/86 | Bohemians Praga    | Czechosłowacja | I. liga       | 6     | 3      |
| 1986/87 | Bohemians Praga    | Czechosłowacja | I. liga       | 29    | 7      |
| 1987/88 | Bohemians Praga    | Czechosłowacja | I. liga       | 26    | 14     |
| 1988/89 | Bohemians Praga    | Czechosłowacja | I. liga       | 14    | 7      |
| 1988/89 | Fortuna Düsseldorf | RFN            | 2. Bundesliga | 15    | 4      |
| 1989/90 | Fortuna Düsseldorf | RFN            | Bundesliga    | 22    | 4      |
| 1990/91 | FC Berlin          | Niemcy         | DDR-Oberliga  | 11    | 0      |

## Kariera reprezentacyjna
W reprezentacji Czechosłowacji Chaloupka zadebiutował 11 listopada 1981 roku w zremisowanym 1:1 towarzyskim meczu z Argentyną. W 1982 roku był w kadrze Czechosłowacji na mistrzostwa świata w Hiszpanii, jednak był na nich rezerwowym i rozegrał jedno spotkanie, przegrane 0:2 z Anglią. Od 1981 do 1987 roku rozegrał w kadrze narodowej 20 meczów i strzelił 2 gole.